# 슈퍼디스크

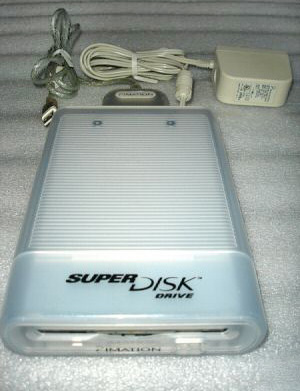
이메이션 슈퍼디스크 드라이브

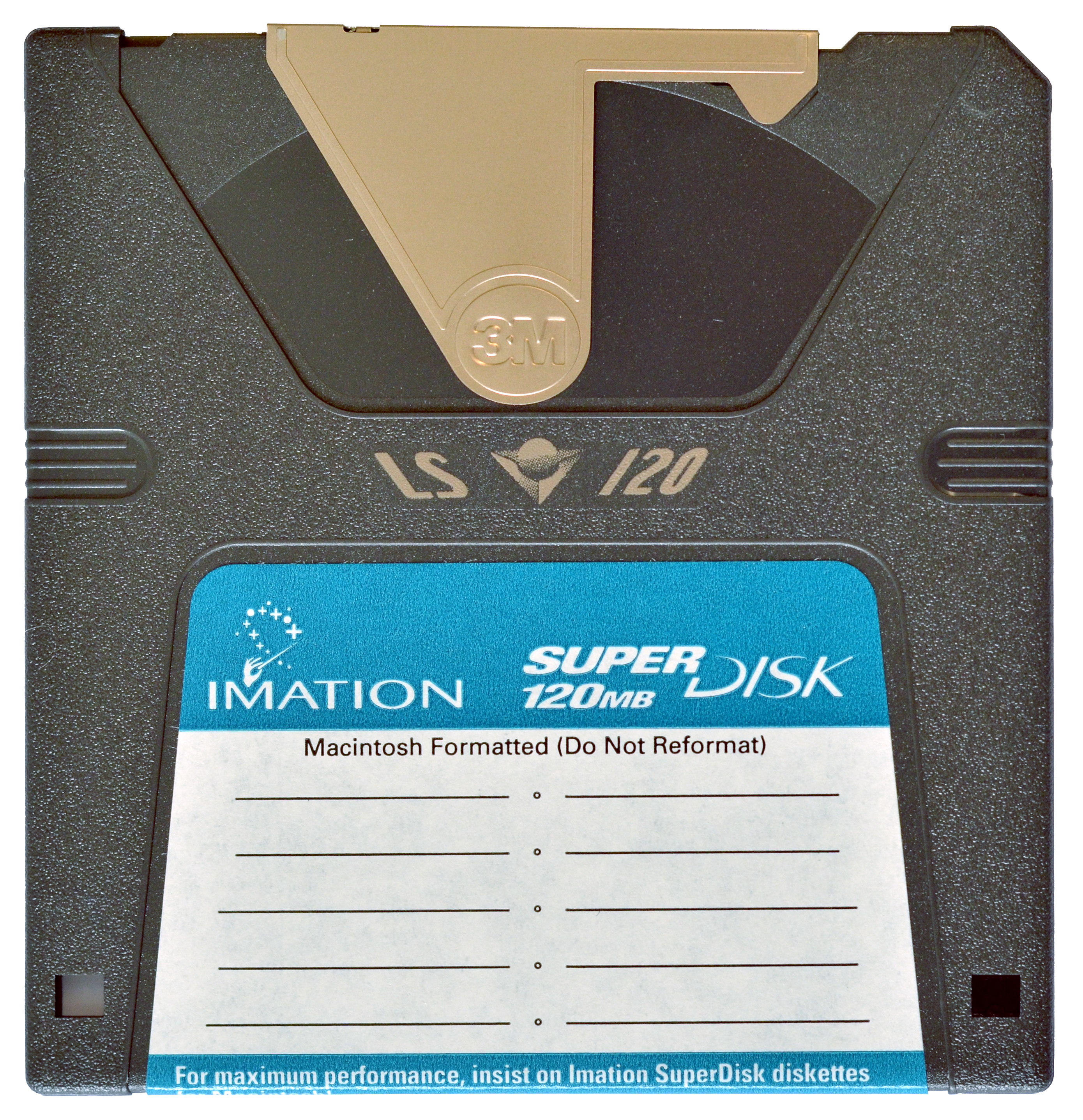
LS-120 디스크

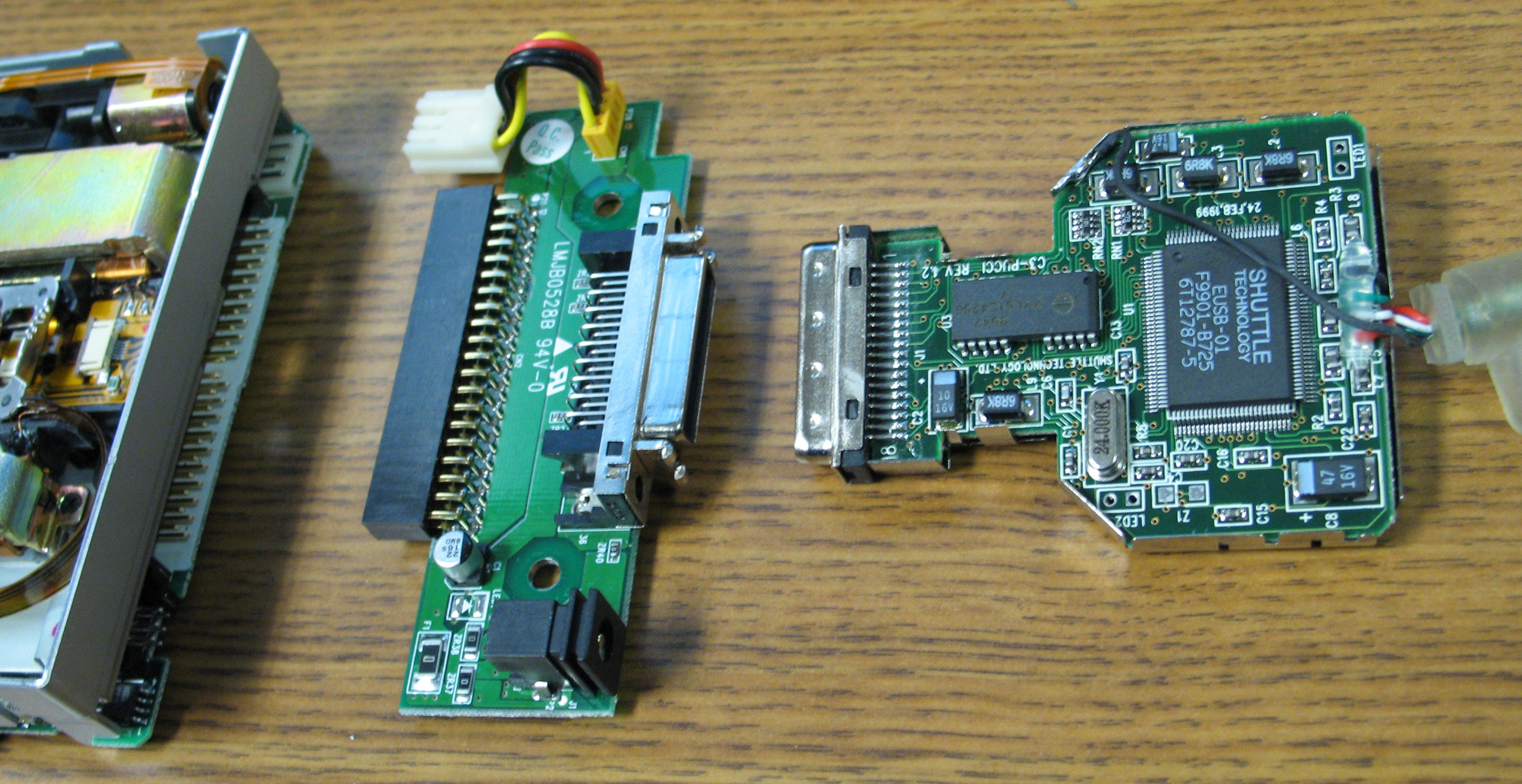
매킨토시용 외장 USB 슈퍼디스크의 회로 부품. 드라이브 자체는 표준 3.5인치 플로피 드라이브와 크기가 동일하지만 ATA 인터페이스를 사용한다. 오른쪽은 USB-to-ATA 어댑터이다. 이 드라이브는 USB 전력만을 사용하여 동작할 수 없다.

이 사진은 슈퍼디스크 드라이브의 기술을 보여준다. 2개의 보이스 코일 서보모터는 드라이브 헤드를 디스크 표면에 걸쳐 정교하게 움직인다.
파랑 - 대형 코일이 있는 메인 서보는 헤드 매커니즘을 움직이는 주된 동력을 제공한다.
노랑 - 더 작은 2차 코일은 주로 헤드 매커니즘이 디스크 표면과 병렬로 정렬되도록 유지하는 역할을 한다.
빨강 - 드라이브 꺼내기 모터는 디스크가 컴퓨터의 제어를 받을 수 있게 하여 일반적으로 컴퓨터가 읽기 또는 쓰기 작업을 완수할 때까지 디스크가 꺼내지지 않게 한다.

슈퍼디스크 LS-120(SuperDisk LS-120)은 90 mm (3.5 in), 1.44 MB 플로피 디스크의 고속의 고용량 대안이다. 슈퍼디스크 하드웨어는 3M의 스토리지 제품 그룹 이메이션이 1997년 개발한 것으로, 주로 마츠시타에 의해 제조되었다.
슈퍼디스크는 북아메리카에서 거의 성공을 거두지 못했다. 컴팩, 게이트웨이, 델만이 이를 지원한 일부 OEM을 갖추었다. 아시아와 오스트레일리아에서 더 성공적이었으며 이 지역에서 2세대 슈퍼디스크 LS-240(SuperDisk LS-240) 드라이브와 디스크가 출시되었다. 슈퍼디스크는 전 세계적으로 2003년 제조가 중단되었다.

## 역사
슈퍼디스크 시스템의 디자인은 레노버EMC의 1990년대 초 프로젝트에서 비롯되었다. 플롭티컬 기술의 마지막 견본들 가운데 하나로서, 전통적인 플로피 디스크 드라이브에 쓰이는 것보다 더 작은 자기 헤드의 가이드를 위해 레이저를 사용하였다. 아이오메가는 1994년 집 드라이브 출시를 결정할 즈음에 이 프로젝트를 별도로 떼어놓았다. 이 아이디어는 마침내 3M에서 완료되었으며 이곳에서 개념이 다듬어졌고 디자인은 플로피 드라이브 제조업체 마츠시타와 미쓰시비에 라이선스되었다. 슈퍼디스크의 개발에 참여한 다른 기업들은 컴팩과 OR 테크놀로지 등이 있다.
마츠시타는 기술 개발을 계속 이어나가 LS-240를 출시하였다. 용량은 두 배였으며 정규 플로피 디스크를 32 MB 용량으로 포맷하는 기능을 추가했다. 그러나 이렇게 더 높은 밀도로 인해 비용에 영향을 주었는데, 디스크 전체는 변경이 수반될 때마다 재기록되어야 하는데 이는 마치 초기의 CD-RW 미디어와 비슷하다.
슈퍼디스크 드라이브는 2대의 파나소틱 디지털 카메라에 사용되었다. (PV-SD4090, PV-SD5000) 이들은 메모리 미디어로서 슈퍼디스크(LS120)와 3.5인치 플로피 디스크를 사용할 수 있게 하였다.

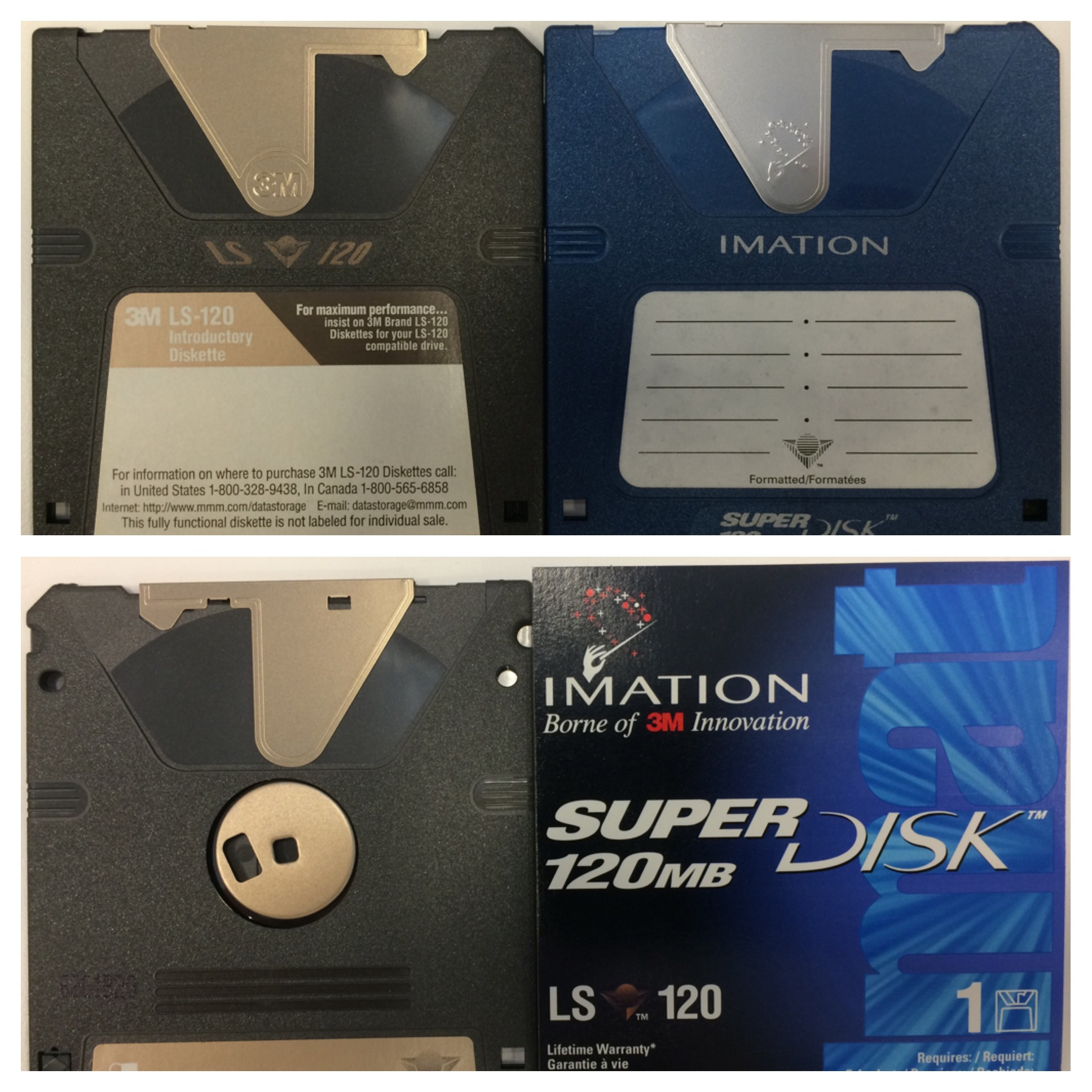
이메이션 슈퍼 디스크 LS-120
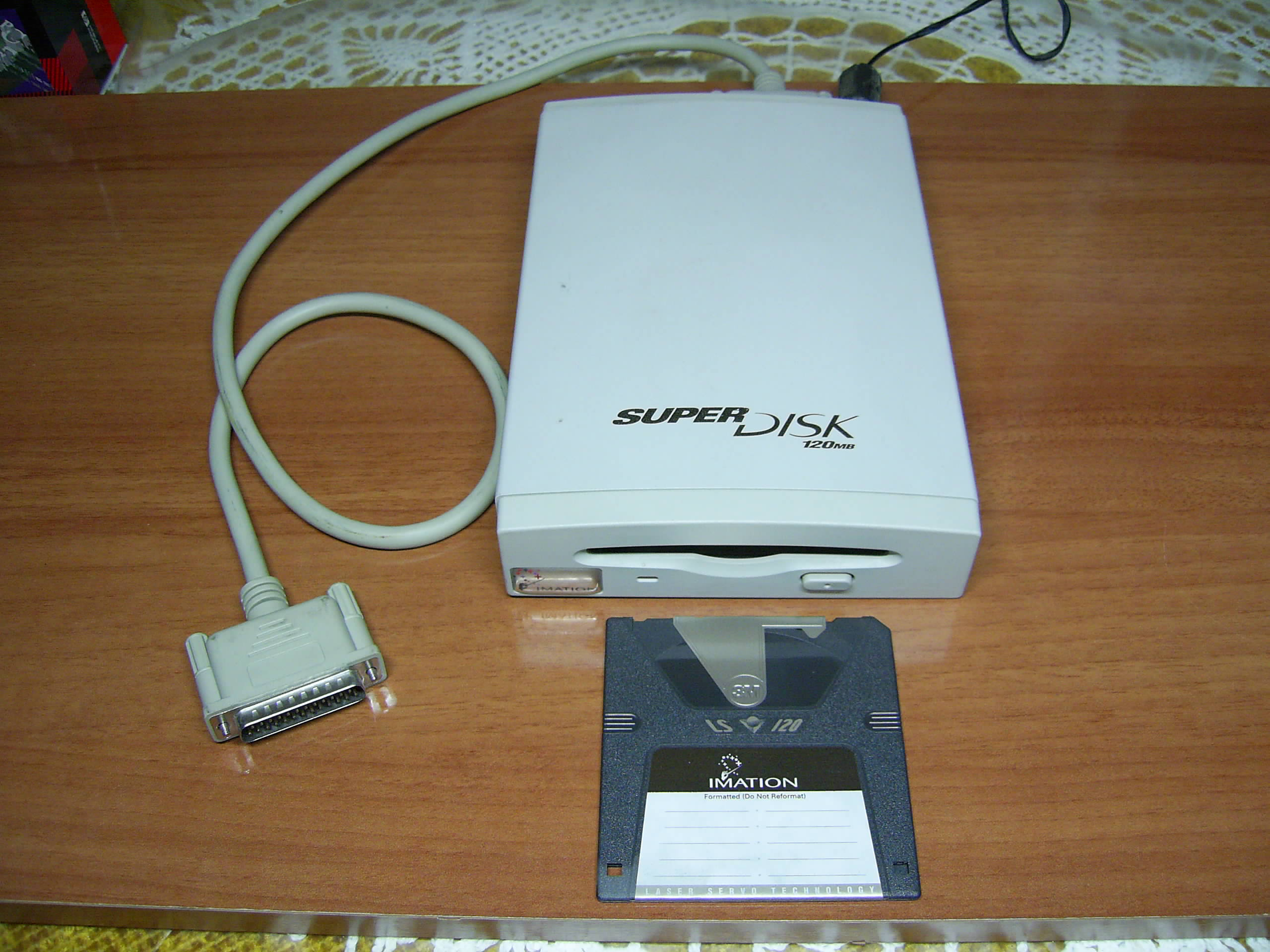
슈퍼디스크 드라이브
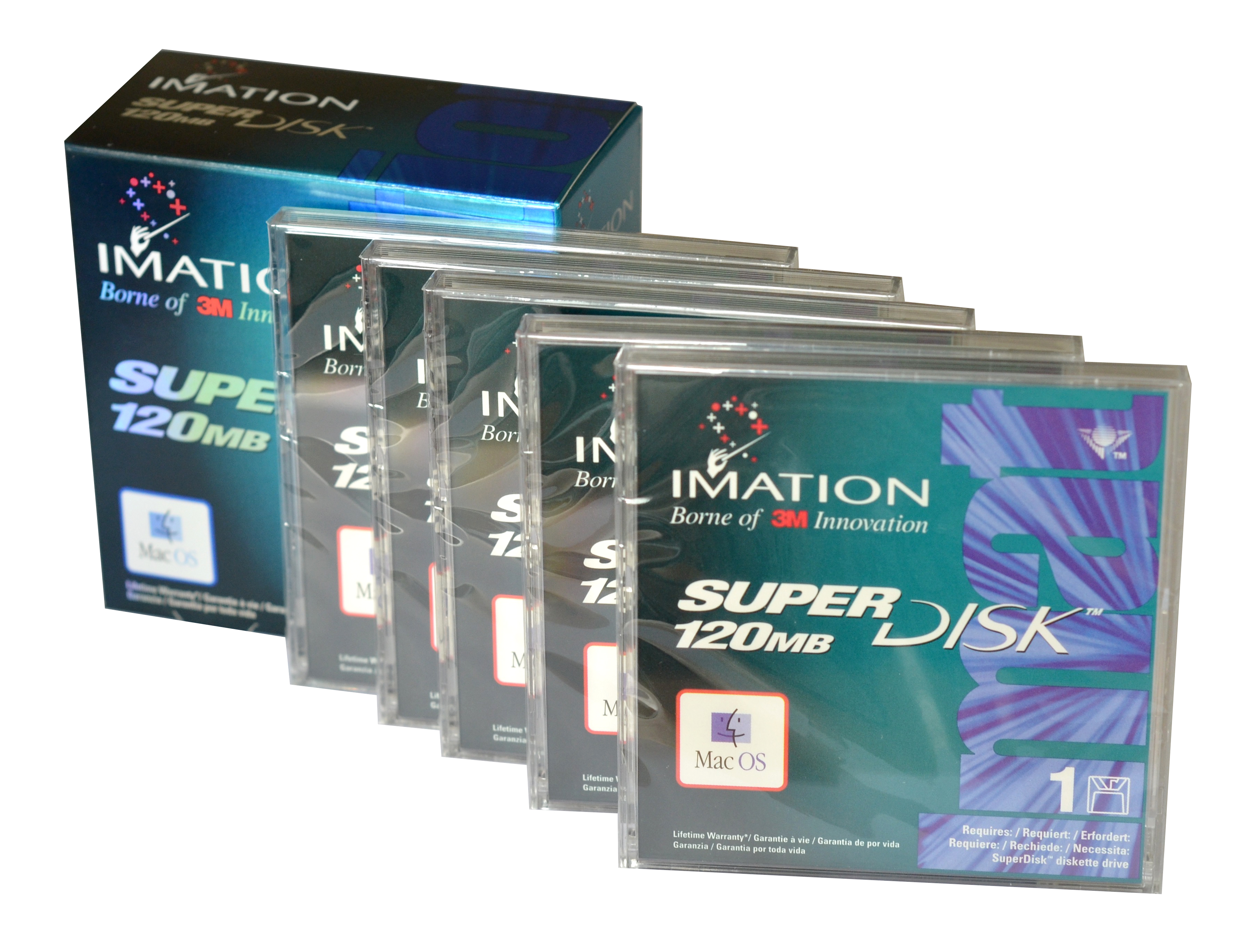
슈퍼 디스크 120MB
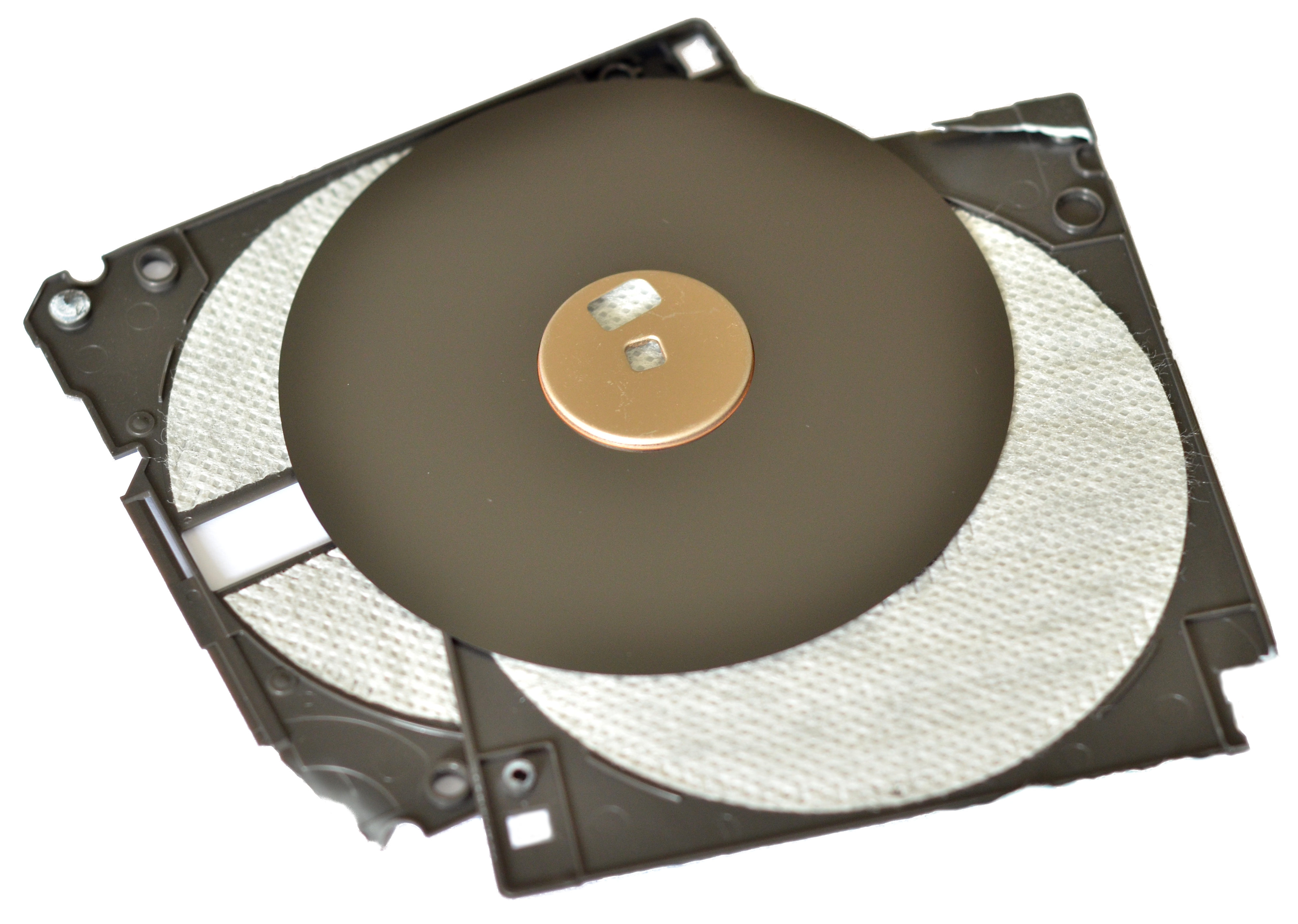
슈퍼 디스크 120MB

## 실용성
USB 모델들은 서버 설치 및 디버깅에 상당히 인기가 있었는데 이는 CD 드라이브에서는 불가능했기 때문이다. 설치 목적으로 상당한 수의 드라이버를 저장할 수 있었으며 150 MB까지 차지하는 ReactOS와 같은 실시간 운영 체제를 실행하기 위해 사용되기도 했다.

## 같이 보기
- 소니 HiFD
- 집 드라이브
- Caleb UHD144